# Lamproserica beccarii
Lamproserica beccarii är en skalbaggsart som beskrevs av Brenske 1901. Lamproserica beccarii ingår i släktet Lamproserica och familjen Melolonthidae. Inga underarter finns listade i Catalogue of Life.